# Chinezen in Indonesië

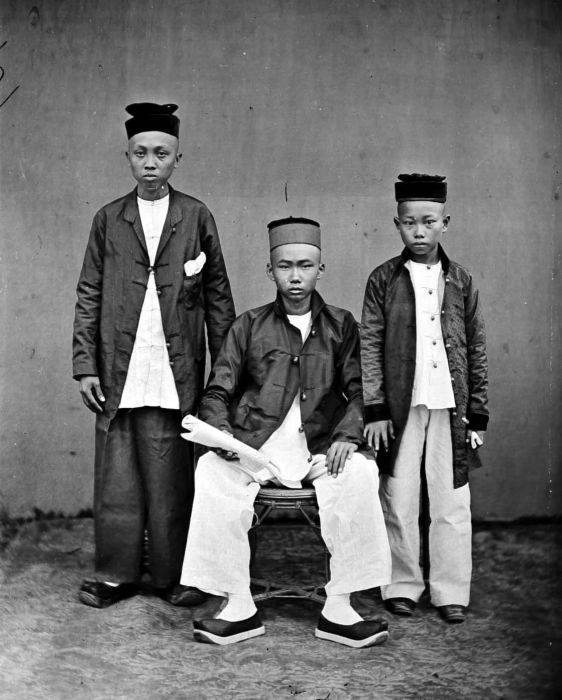
Drie Chinese jongemannen in Situbondo

De Chinezen in Indonesië behoren deels tot de Peranakan-Chinezen. Volgens een schatting van demografen bedroeg het aan aantal in 2020 3,26 miljoen mensen ofwel 1,19 procent van de totale bevolking. Chinese Indonesiërs wonen veelal in Chinese wijken. De meeste wonen in Jakarta, Soerabaja, Medan, Pekan Baru, Semarang, Pontianak, Makassar, Palembang en Bandung.

## Geschiedenis
De voorouders van de Peranakan-Chinezen kwamen als eerste aan in wat nu Indonesië is. Ze werkten in de handel. Rond het jaar 1700 kwamen veel Chinezen werken op de VOC-plantages. Ze waren hun vaderland ontvlucht wegens armoede en hongersnood.
Op 9 oktober 1740 werden 5.000 tot 10.000 Chinezen in Batavia vermoord tijdens het bestuur van Adriaan Valckenier. Een priester zei dat het de wil van God was. De rivier Kali Angke heeft volgens sommigen zijn naam te wijten aan het feit dat de rivier die 9 oktober helemaal rood was door het bloed van de gedode Chinezen. Het gebeuren staat in de Nederlandse geschiedenis bekend als de Chinezenmoord.
Net vóór en na de oprichting van de Republiek Indonesië zijn veel Chinese Indonesiërs geëmigreerd naar Nederland en de Volksrepubliek China. Tijdens de Indonesische onafhankelijkheidsoorlog werden vele Chinese Indonesiërs het slachtoffer van mishandeling, diefstal en moord door soldaten van de Tentara Nasional Indonesia. In Lumbuk Alung werd vrijwel de hele Chinese buurt door de Tentara Nasional Indonesia met de grond gelijk gemaakt.
In de jaren 1970 kwam een tweede stroom van Chinese Indonesiërs naar Nederland vanwege rassenconflicten tussen Chinese en autochtone Indonesiërs. Veel Chinese vrouwen in Indonesië werden uit hun huizen gesleurd en verkracht door racistische Indonesiërs. Chinese mannen werden geslagen en hun bezittingen werden ontnomen. Sommige Chinese wijken gingen in vlammen op en bijna alle reclameborden in het Chinees werden kapotgemaakt. Veel Chinese Indonesiërs veranderden hun Chinese achternaam in een Indonesische achternaam om te voorkomen dat mensen ontdekten dat ze Chinees waren. Het aannemen van een Chinees-Indonesische achternaam werd door de overheid zelfs verplicht. De laatste anti-Chinese rellen waren in 1998.

## Chinese invloed op de Indonesische keuken
In de loop van de eeuwen heeft de Indonesische keuken diverse invloeden van buitenaf ondergaan. De Chinese invloed is ontstaan door het uitwaaieren van grote aantallen Chinezen naar de Indonesische archipel. De Chinezen zijn een opvallend element in de Indonesische bevolking. Ze maken hier al eeuwen deel van uit. Het is dan ook niet vreemd dat de Indonesische keuken beïnvloed is door de Chinese keuken.

## Jiaxiang
De meeste Chinezen in Indonesië komen oorspronkelijk uit het zuiden en zuidoosten van Volksrepubliek China. Veelvoorkomende jiaxiang van Chinezen in Indonesië zijn:
- Guangdong
  - Dongguan
  - Meizhou
  - Taishan
  - Kaiping
  - Chaoshan
- Hainan
- Fujian
  - Quanzhou
  - Zhangzhou
  - Fuzhou

## Veelvoorkomende Chinese dialecten
- Nanyang-Hakka
- Hainanhua
- Minnanyu
- Standaardkantonees
- Fuzhouhua
- Chaozhouhua
- Standaardmandarijn

## Bekende Chinese Indonesiërs

### Politiek
- Basuki Tjahaja Purnama (Ahok)
- Soe Hok Gie
- Monika Sie Dhian Ho
- Mari Elka Pangestu

### Economie en zaken
- Jaya Suprana (Poa Kok Tjian)
- Sudono Salim (Liem Swie Liong of Lim Sioe Liong) (林紹良)

### Sport
- Alan Budikusuma
- Angelique Widjaja
- Candra Wijaya
- Christian Hadinata
- John Juanda
- Rudy Hartono
- Susi Susanti
- Tony Gunawan

### Kunsten
- Jaya Suprana
- Lo Lieh, acteur
- Thé Tjong-Khing
- Agnes Monica
- Fiona Tan
- Kho Liang Ie